# Smok Wawelski

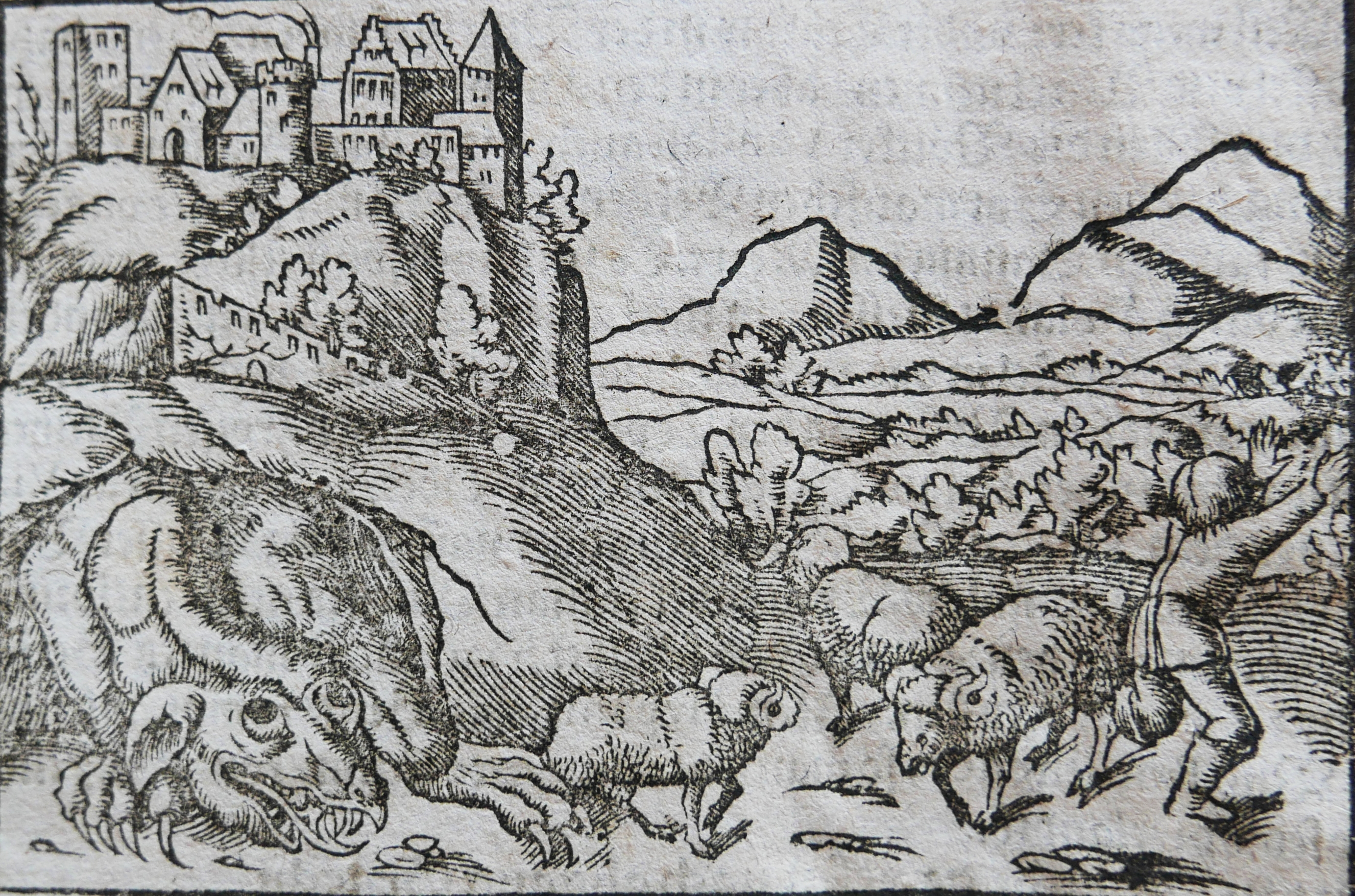
Smok Wawelski

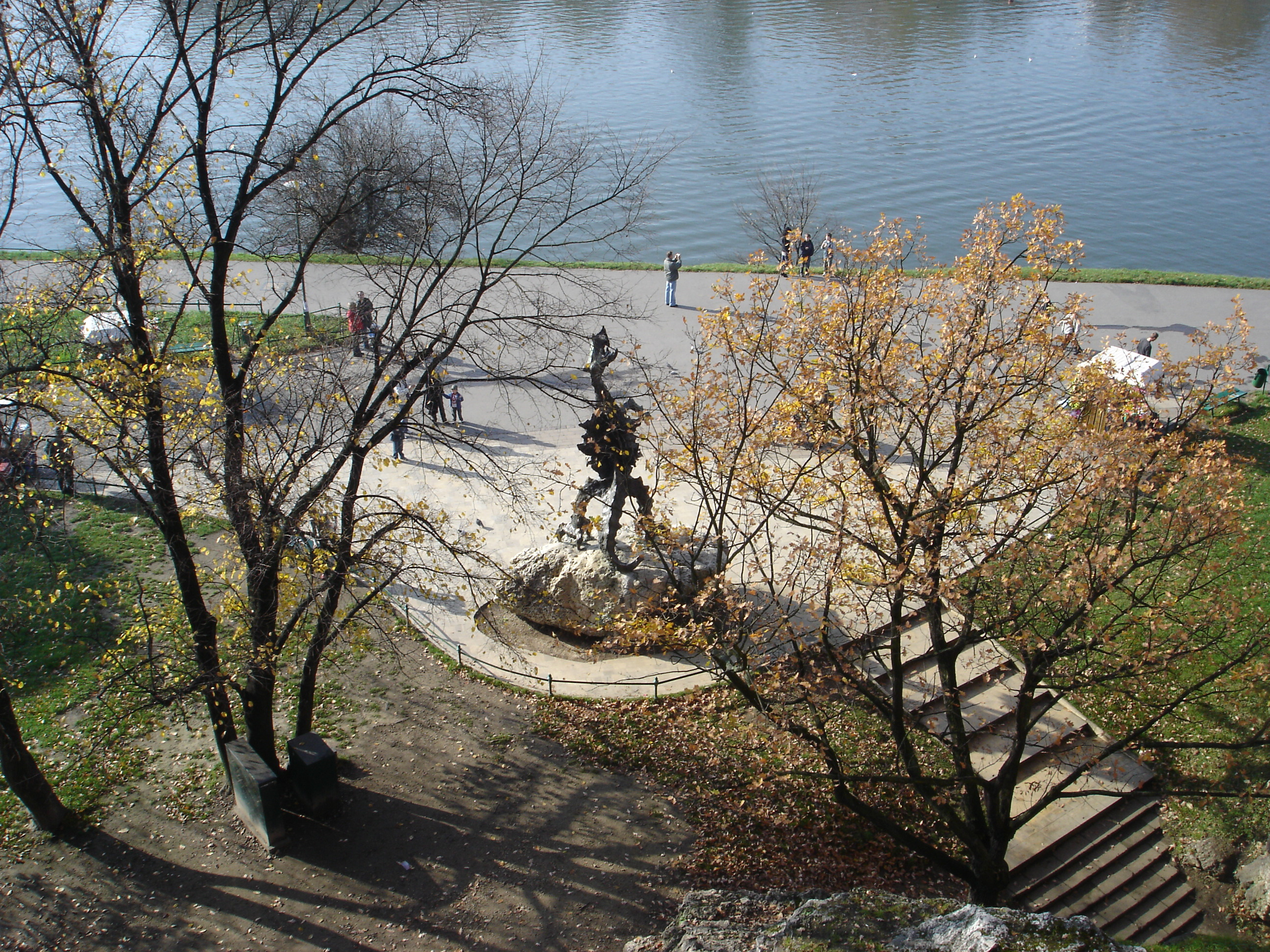
Het bronzen beeld van Smok Wawelski bij de Smocza Jama in de Wawelheuvel

Smok Wawelski, beter bekend als De Wawel Draak is de bekendste draak uit Poolse volksverhalen. 
De draak zou in een grot onder de heuvel van Wawel liggen, op de oevers van de rivier de Wisła, hoewel sommige legenden zeggen dat hij in de Wawelse bergen zou huizen. Wawel ligt in Krakau in Polen, wat vroeger de hoofdstad was. In sommige verhalen leefde de draak lang voordat de stad opgericht werd, toen het gebied alleen door boeren werd bewoond.

## Het verhaal
Het verhaal gaat dat de draak iedere dag door de bewoners van Wawel gevoerd zou moeten worden.
Koning Krak, die toen op de troon zat, loofde zijn dochter, de prinses, uit aan degene die de draak zou kunnen verslaan. Niemand durfde de uitdaging aan, behalve de schoenmaker Skuba. Hij vulde een dood schaap met zwavel en naaide hem weer dicht. Dit voerde hij aan de draak. 
Door het contact tussen vonken in de mond van de draak en het zwavel in het schaap vloog de draak in brand. De draak raakte zodanig verbrand dat hij de halve Wisła leegdronk, waardoor hij opzwol en uiteen spatte. Niemand heeft daarna nog een draak waargenomen in Polen.

## De grot tegenwoordig
De grot waar de draak geleefd zou hebben, de Smocza Jama, is nog steeds te bezoeken via een ingang op de Wawelheuvel. Bij de uitgang staat een bronzen beeld, vervaardigd door Bronisław Chromy, als herinnering aan de draak. 
Het beeld spuwt regelmatig vuur.

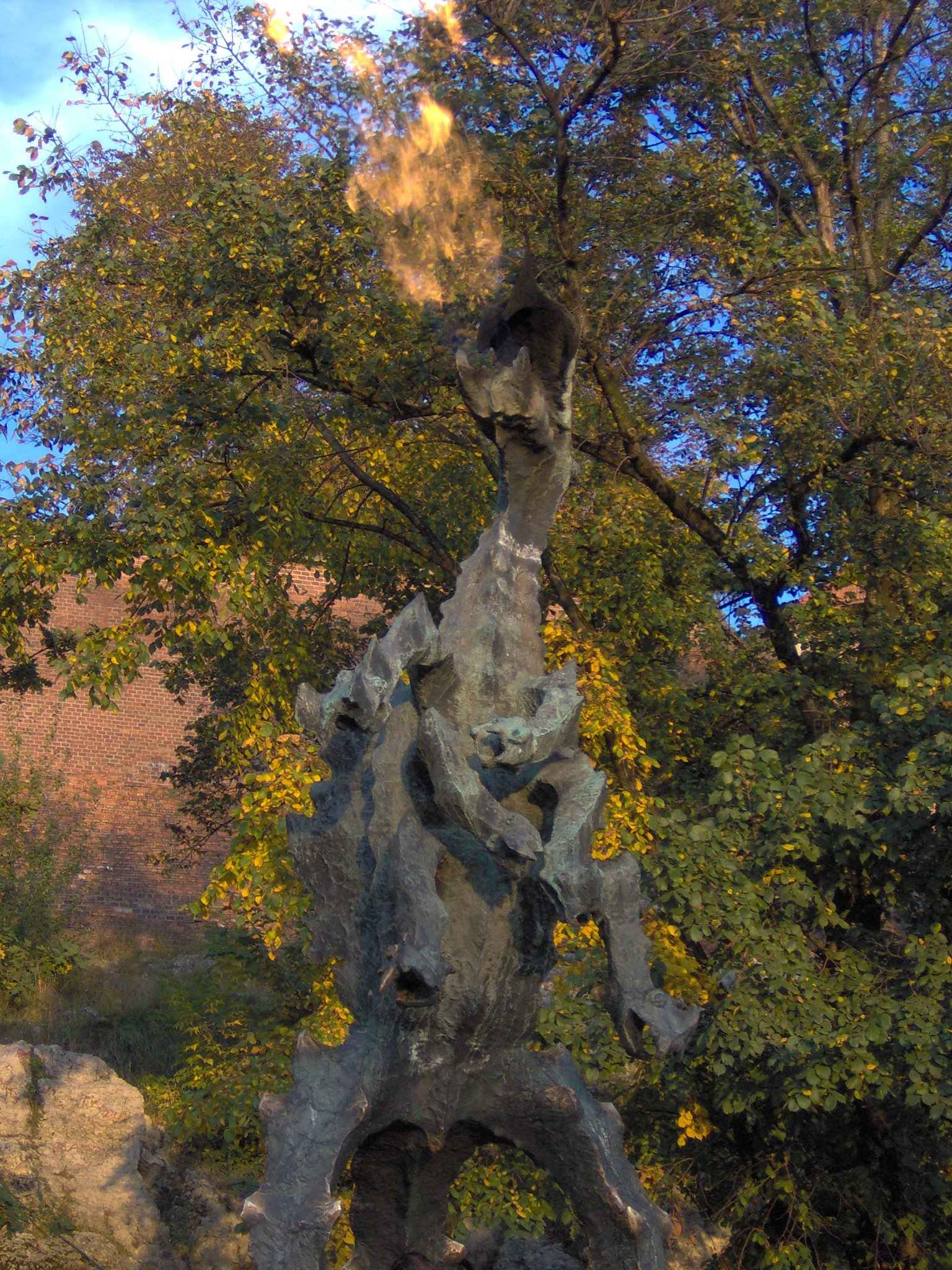
De vuurspuwende Smok Wawelski, Polen
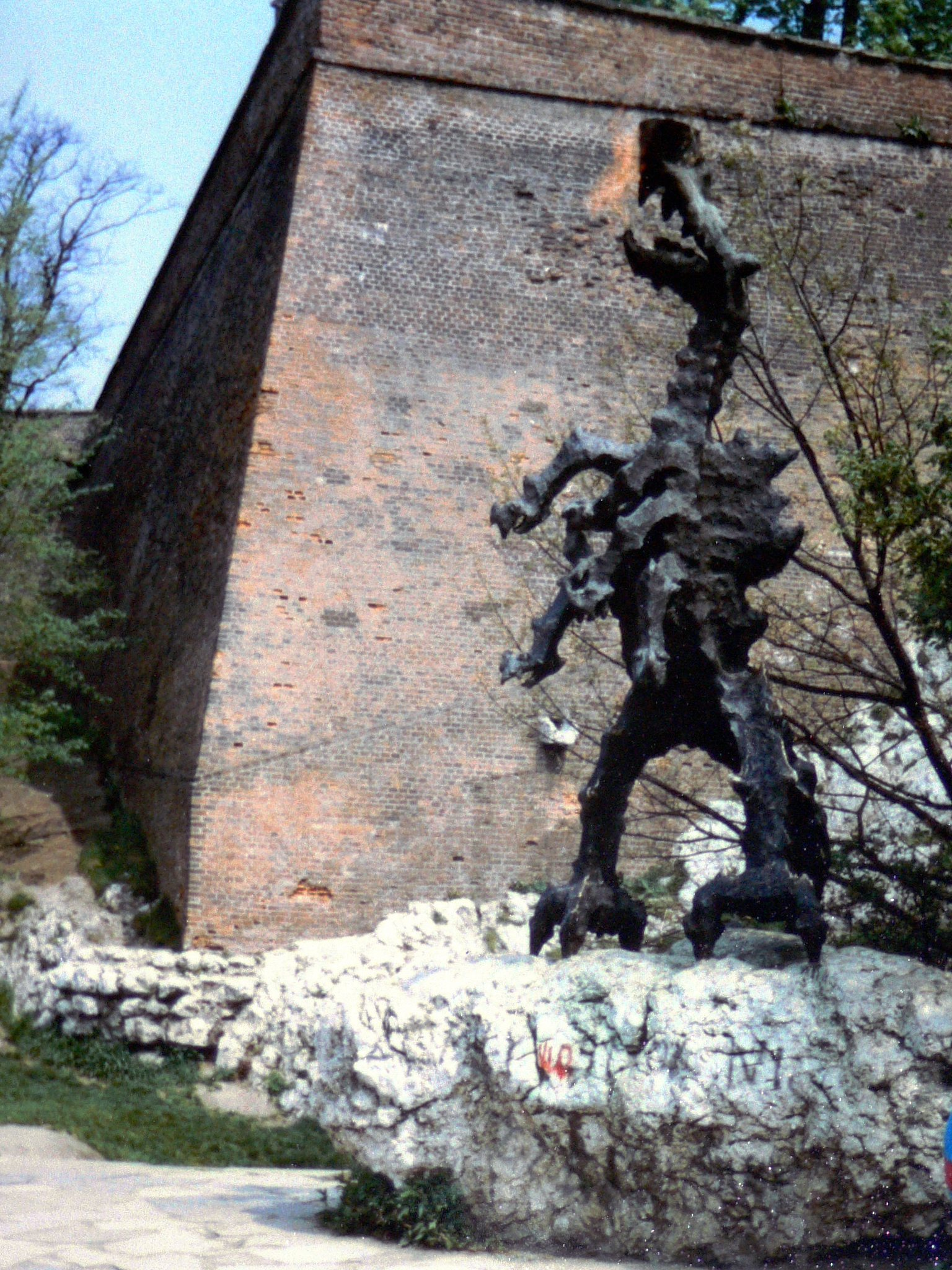
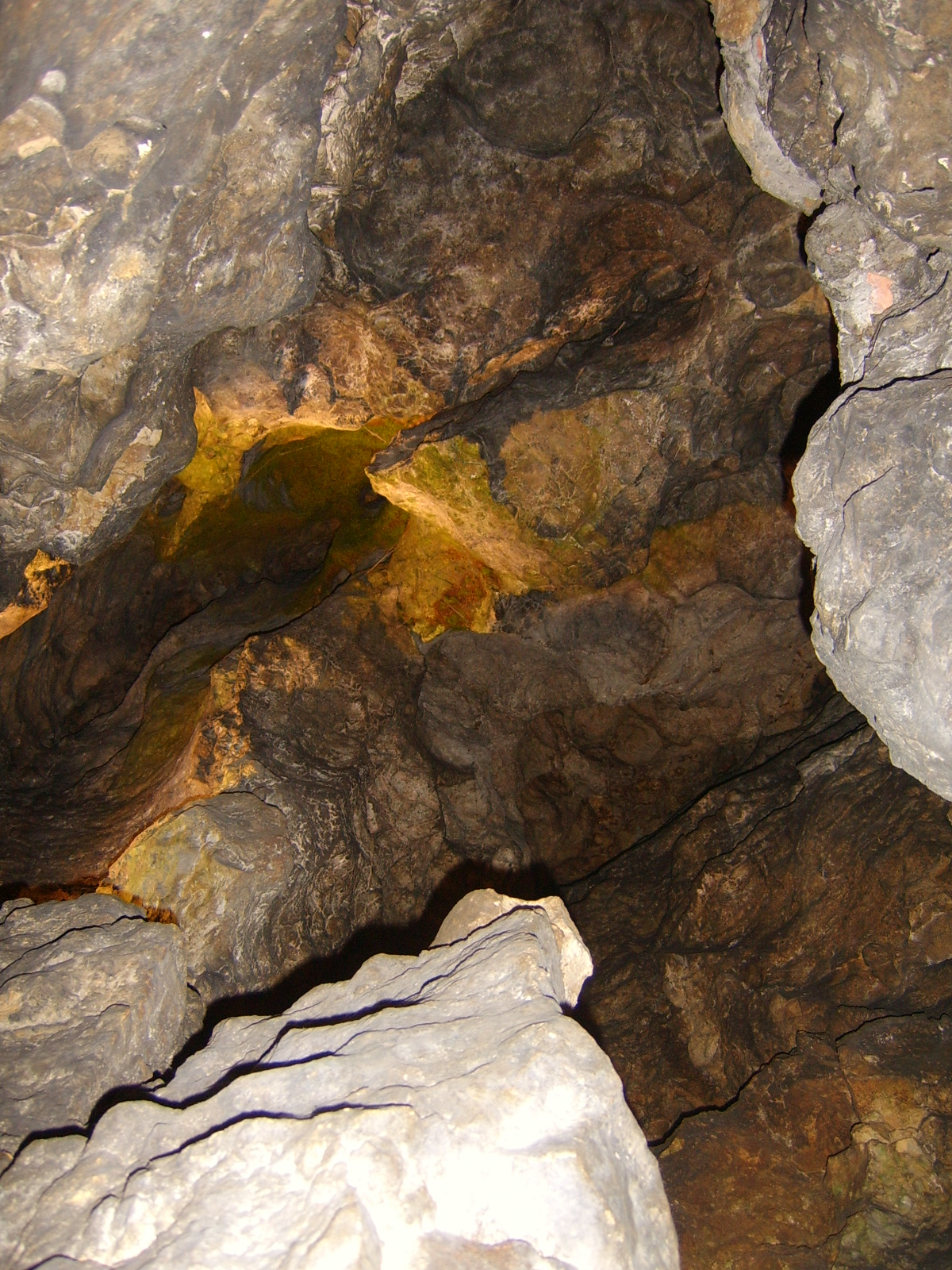
De grot